# Мавзолей Муин Халпа-бобо
Мавзоле́й Муи́н Халпа́-бобо́ или Муин халфа бобо (узб. Muin Xalfa Bobo maqbarasi/Муин Халфа Бобо мақбараси) — памятник архитектуры XIX века, мавзолей в Ташкенте. 

## Расположение
Здание расположено по адресу: улица Карасарайская, дом 89. Гробница выступала основной постройкой культового комплекса, впоследствии утраченного.

## История
Обстоятельства постройки мавзолея были выяснены со слов Атхана Кадырова — родившегося в 1872 году потомка захороненного. Муин-бува происходил из дехкан из Самарканда, обучался в Карши. Он стал мастером-строителем, цеховым старостой (хальфа) и возвёл для себя усыпальницу, пригласив на работы самаркандских умельцев. Со слов опрошенных старожилов, постройка была завершена в 1845 году (по утверждениям Кадырова, на момент расспроса зданию было 125 лет). В энциклопедии «Тошкент» (2008) сообщается, что Муин Хальфа-бобо являлся ишаном, датой постройки указан 1883 год, в более раннем издании энциклопедии (1983) приводился 1884 год.

Айван для поминовений. Фрагмент декора

В 1970 году мавзолей был обмерян Лией Маньковской и Хайруллой Пулатовым.
В 2007 году здание было отремонтировано. В ходе ремонта стена айвана для поминовений была декорирована бригадой ганчкора, народного мастера Узбекистана Асрола Мухтарова.

## Архитектура

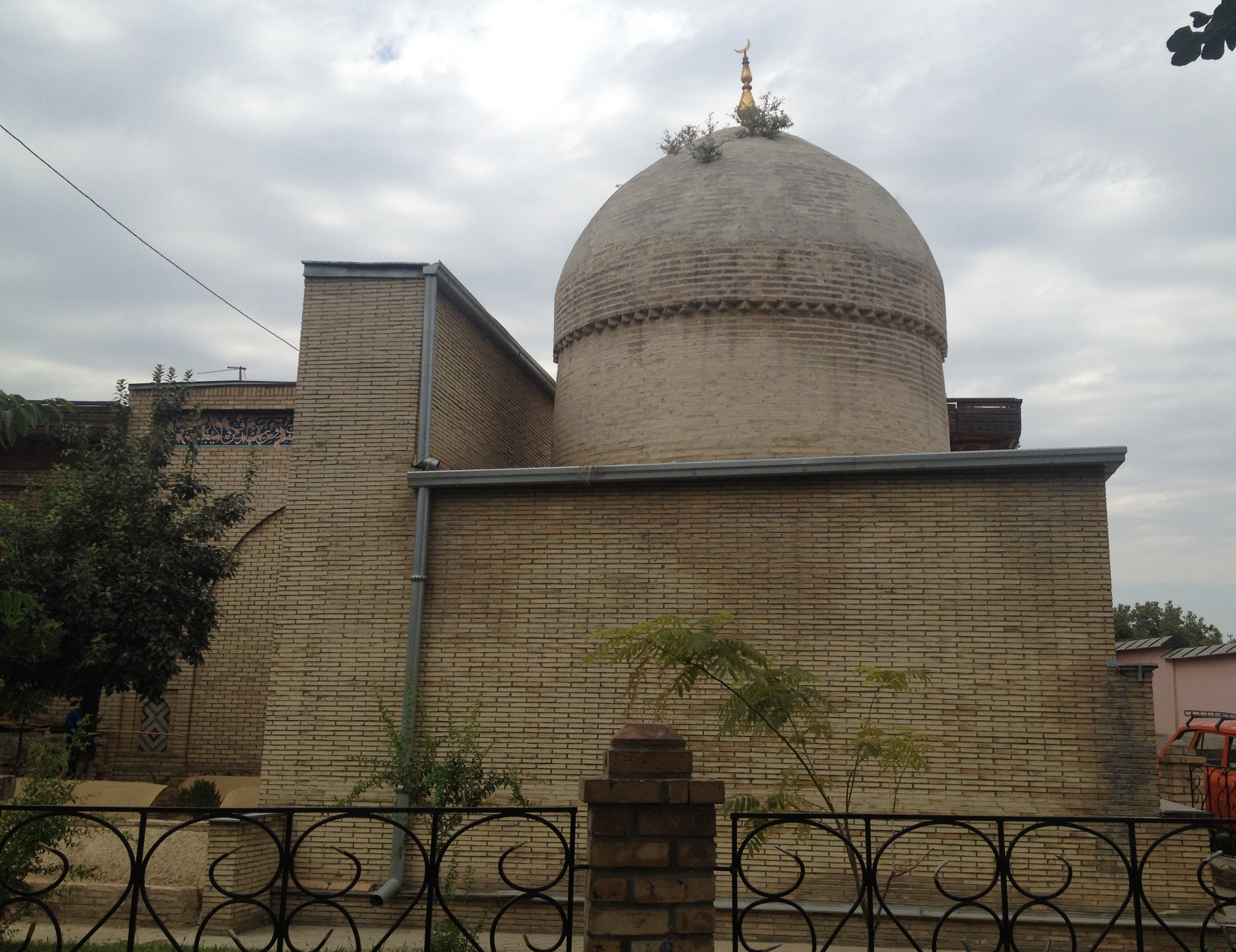
Вид мавзолея сбоку. Заметна шарафа, отделяющая барабан от скуфьи купола

Муин Халпа-бобо принадлежит к типу однокамерных портально-купольных мавзолеев. В плане сооружение прямоугольно (5,48 × 6,16 м), включает единственное квадратное помещение (3,05 × 3,05 м), к которому спереди примыкает айван. Над камерой возвышается сфероконический купол, установленный на недлинный цилиндрический барабан, доминируя во внешнем виде постройки. Барабан опирается на ложносферические паруса, образованные горизонтальными рядами кирпичей. Нижележащий кубический объём выступает постаментом купола. В передней части мавзолея продолжение стен, возвышаясь, формирует портал. Конфигурацией портал напоминают пештак, благодаря неглубокой стрельчатой нише и окаймляющим её рамам в виде буквы «П». Размер арки портала — 3,43 м.

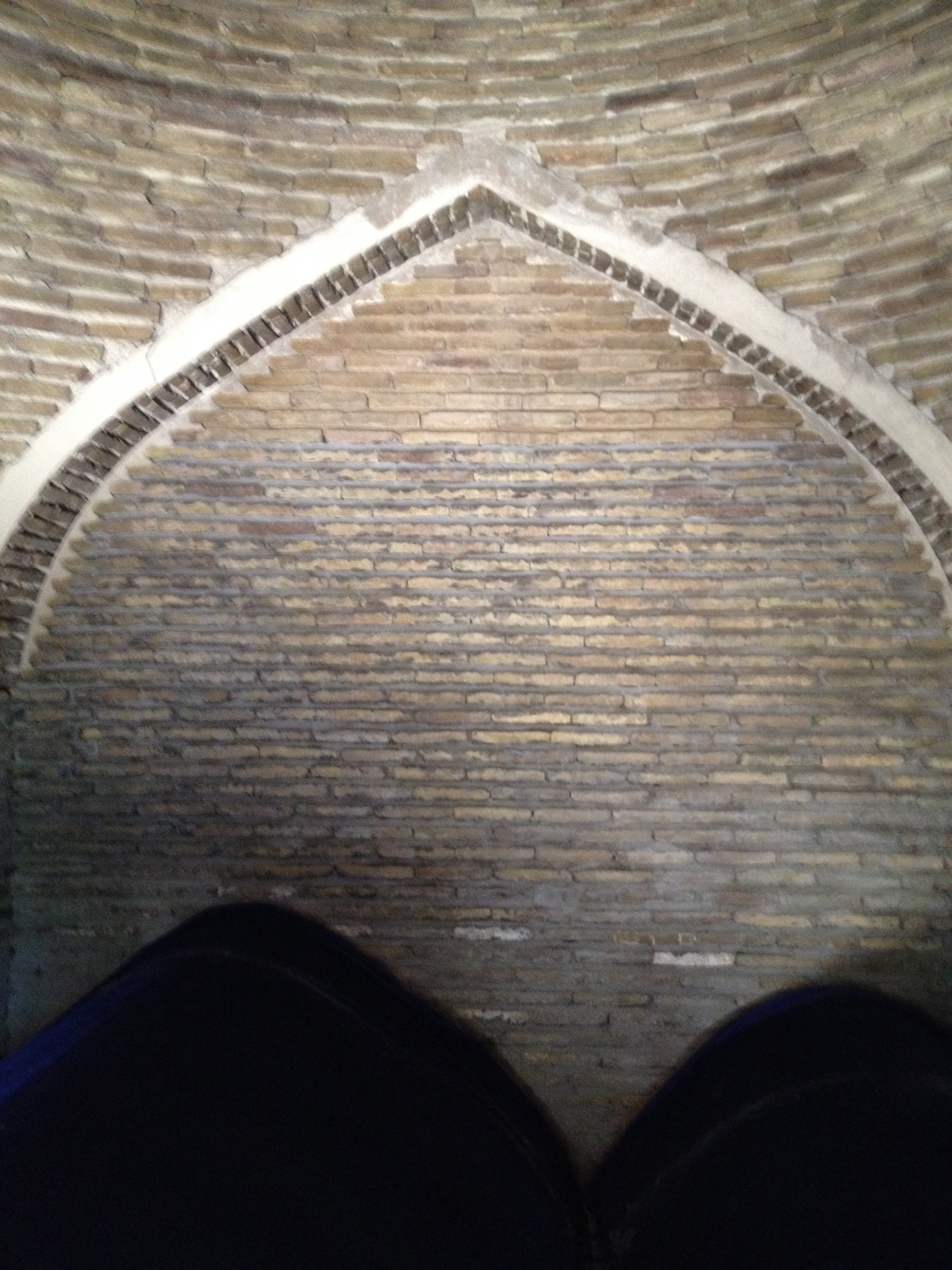
Интерьер мавзолея

В камере расположены два крупных надгробья-сагана, ориентированных в направлении от фасада к задней стене. Основное захоронение принадлежит самому Муину-бува, второе — его сыну Умар-хану. В стенах имеются четыре небольших плоских ниши.
Памятник не отштукатурен и практически не декорирован. Декор представлен лишь кольцом лепных украшений (шарафа), отделяющим скуфью купола, и шаблонами из ганча на архивольтах арок, а также ганчевой затиркой швов между кирпичами фасада. В западной стене проделано единственное окно, через которое освещается камера.

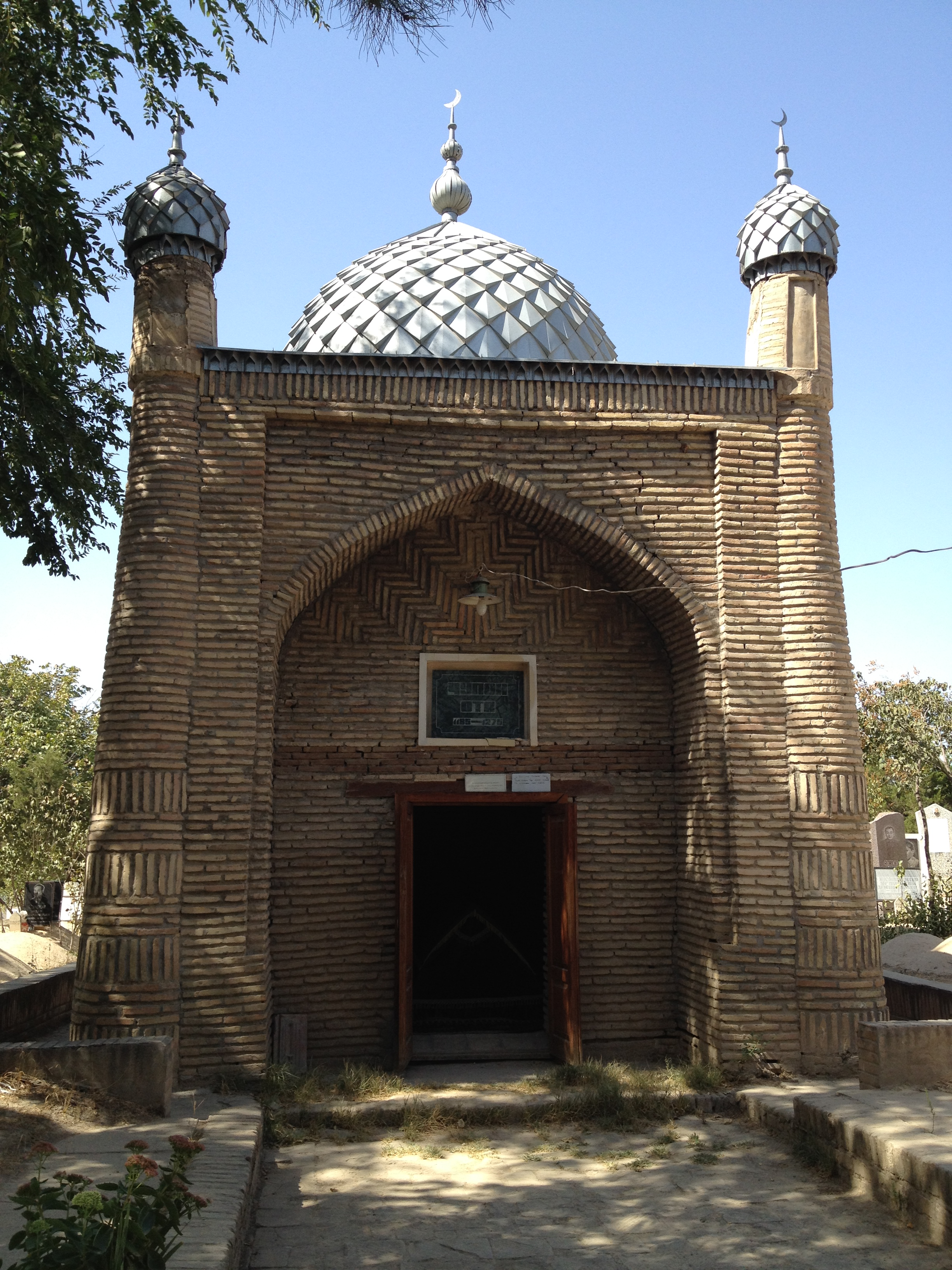
Мавзолей Чупан-ата (Ташкент)

Усыпальница выстроена из полированного жжёного плоскоплиточного кирпича (24—25 × 25 × 3,5 см) на глиняном растворе. Кладка арок и купола — на чистом ганче. (10 рядов вместе с 10 швами имеют по высоте 59—61 см).
На айване для поминовений Асролом Мухтаровым вместе с учениками выложено ганчевое панно (паляк) «Хаст-Имам».

## Анализ архитектурной композиции
Считается, что здание копирует очертания более раннего ташкентского мавзолея — Чупан-ата, — кроме того, оно построено из такого же кирпича и имеет сходное расположение окна. Однако подражание происходило с упрощением: у Муин Хальфа-бобо отсутствуют башенки портала, фигурные выкладки, имеются различия в форме и кладке парусов, купол выглядит тяжеловесным. Учитывая постройку мавзолея в середине XIX века, композиционное сходство портала с пештаком следует считать рудиментом отжившей архитектурной формы.